# Super Mario Bros. 3
A Super Mario Bros. 3 a Super Mario sorozat harmadik része, mely Nintendo Entertainment System konzolra jelent meg . A játék őrületes sikert tudhat magáénak, sokan a világ egyik legjobb játékának tartják, köszönhetően annak, hogy úgy tettek sok újdonságot és kihívást a játékba, hogy közben mit sem veszített az eredeti Mario hangulatból, mely a Super Mario Bros. nyújtott, így a játék csak még több lett. Nagyon sok újdonsággal találkozhatunk itt, melyek később számos Mario játékban visszaköszönnek továbbfejlesztve. A játék a maga 15 milliós eladásával a legsikeresebb NES játék, melyet nem adtak gép mellé, és bár mára már néhány utódja túlszárnyalta ezt az eladást, akkoriban bekerült a Guinness Rekordok könyvébe is, és sokáig tudta tartani ott magát.

## Történet
Bowser visszatért a Gomba Királyságba, és magával hozta a hét gyermekét, akiket elküldött a hét világba, hogy elrabolja a királyok varázspálcáit, és valamilyen lénnyé átváltoztatva őket átvegyék az uralmat. Mindegyik világ utolsó pályája maga a kastély, ahol Toad kér segítséget, majd felszállunk az éppen emelkedő Halálhajóra. Ha sikeresen megküzdünk Bowser egyik gyerekével, visszavesszük a varázspálcát, és visszaváltoztatjuk a királyt. Hercegnő a 8. világban van, itt küzdünk meg Bowserrel.

## Játékmenet
A játék az elődjéhez képest nagyon sok új kihívást rejt, melyek csak még jobban erősítették a Mario-hangulatot, ezért ez sok Mario-játékos kedvence, bár sok újabb gamer nehéznek tartja ezt a játékot. Amikor elkezdjük a játékot, a térképen találjuk magunkat. Mind a nyolc világnak egyedi térképe és zenéje van, azokon lehet a pályákra menni, melyet egy kis számozott négyzet jelez. Ebben a játékban ugyanúgy rá lehet ugrani az ellenségek fejére, ám Mario erejétől függően több módon is meg lehet ölni őket. Minden pálya végén egy Roulette Box-ot találunk, ahol gomba, virág és csillag alakzatok váltakoznak. Ha megütjük, az egyiket megkapjuk, a képernyő jobb alsó sarkán tárolódik. Ha három egyformát összegyűjtünk, extra életeket kapunk. A Mini-kastélyokban és a kastélyokban főellenségek várnak ránk. A térképen találunk még Pikk-négyzetet, itt szerencsejátékot és memóriajátékot (utóbbi csak egy idő után jelenik meg) játszhatunk. Ha jó időben nyomjuk meg az A-gombot, egy alakzat jön ki, melyekért szintén extra életek járnak. A Toad háza tárgyakat rejt, melyek a tárgy-menübe kerülnek. A tárgy-menüt csak a térképen tudjuk megnyitni, és tárgyakkal különböző erőkkel ruházhatjuk fel hősünket.

## A nyolc világ
A játék egyik legsikeresebb újítása a térkép. Itt találjuk kis négyzetekben a pályák sorszámozását, valamint találunk Mini-Kastélyt, Kastélyt, Toad házat, Pikk-négyzetet, ahol szerencsejátékot játszhatunk. Továbbá még találunk nem térképhez kapcsolt helyeket, például Kalapács-harcot, Toad boltját, Memóriajátékot. A térképen meghatározott útvonalon mehetünk. Nagyon tájhű, az adott világ jellegzetességéhez hasonló épületet, tájakat láthatunk, és annál a négyzetnél, ahol a környéken víz van, ott víz alatt fogunk menni, tehát minden tekintetben fantasztikus lett a kivitelezés.
1. világ, a sztyeppék országa
A sztyeppék országában Larry Koopa garázdálkodik, és a királyt kutyává változtatta (vagy Cobrat-tá az All-Stars verzióvan). Ez a világ egy síkság, a háttérben egy-egy dombot, a térkép alsó részén sziklákat láthatunk. A Kastély a dél-keleti részen találjuk, várárok veszi körül. Itt még egyszerűbb ellenfelekkel találkozunk, mint például Goomba, Koopa Troopa, Piranha Plant, Koopa Paratroopa. Ebben a világban hat pálya, két Toad-háza, egy Pikk-négyzet, egy Mini-kastély és a Kastély van.
2. világ, a puszták országa
A puszták országában hatalmas sivatagot találunk, rengeteg homokkal (néhol futóhomok), piramisokkal, pálmafákkal. A puszták országában Morton Koopa Jr. változtatta át a királyt pókká (Hoopstarrá az All-Stars verzióban). Néhány új ellenséggel találkozunk, mint például Tűzkígyó, Mérges Nap, Tűztestvérek, akik igencsak elrejtőztek. Ahhoz, hogy megtaláljuk őket, a sziklát kell kalapáccsal széttörni. Ők őrzik a Varázsfuvolát. A világban öt pálya van, egy piramis, egy futóhomok-pálya, egy Mini-kastély, két Pikk-négyzet, három Toad-háza, és a Kastély.
3. világ, a vizek országa
Egy ország tele tengerekkel, egy-egy pálya a földön van, de döntő többségében víz alatt úszunk. Ezt a világot Wendy O. Koopa hajtotta uralma alá, és a királyt Spike-ká (Dino Rhinóvá az All-Stars verzióban) változtatta. A térkép középső részén az úton, melyen mehetünk hidakat találunk, ezek váltakozva nyílnak ki, és csukódnak le. Bár az előző világban is találtunk csöveket, itt használni kell, mert a nagy kastélyhoz csak így tudunk eljutni. Mivel ez egy víz alatti világ, így sok víz alatti ellenséggel találkozunk, például Cheep-Cheep, Blooper, vagy a Big Bertha, aki a szájában hordozza kicsinyét. Ebben a világban 9 pálya, 2 Mini-Kastély, 5 Toad-háza, 5 Pikk-négyzet, és a Kastély van. Néhány Pikk-négyzetet, és Toad-házát csak hajóval tudunk elérni, melyet a kikötőben találunk.
4. világ, az óriások országa
Ebben a világban szinte minden ellenség óriási, Mario hozzájuk képest nagyon kicsi. Ez a világ lényegében egy síkság, de nagy területen találunk vizet is. Itt találkozunk először Bullet Billel, szinte mindenki más ismert, csak óriásra nőttek. Ezt a világot Iggy Koopa támadta meg, és a királyt egy narancssárga dinoszaurusszá (Donkey Kong Jr.-rá az All-Stars verzióban) változtatta. Itt hat pálya, két Mini-Kastély, négy Toad-Háza, kettő Pikk-négyzet és a Kastély található.
5. világ, az ég országa
Ez a világ két részre van osztva. Először a földön kezdünk, majd, ha teljesítettünk három pályát, akkor a spirálozott kastélyba jutunk el, mely az égbe visz fel minket, itt folytatjuk utunkat. Itt találkozunk először a híres Kuribo cipőjével, mely egy hatalmas cipő, és olyan erős, hogy még a Spiny-ket, és a Piranha Plantokat is meg tudjuk ölni vele. Ezt a világot Roy Koopa foglalta el, és a királyt keselyűvé (Albatossá az All-Stars verzióban) változtatta. Itt találkozunk először Para-Bettle-ökkel, melyek fején utazni lehet. A világban 9 pálya (ebből három a földön), két Mini-kastély, három Toad-háza, három Pikk-négyzet és a Kastély van. Az égből bármikor vissza lehet menni a földre, de ha vissza akarunk ismét menni, akkor teljesítenünk kell a pályát.
6. világ, a jég országa
A pálya hóval és jéggel van fedve, így nagyon kell vigyázni, mert csúszós úton megyünk! Néhány befagyasztott négyzetet találunk a pályán, azokban érme, vagy ellenség van, az ellenség érmékké változtathatók. Ezt a világot Lemmy Koopa hódította meg, és a király fókává (Monty Mole-lá az All-Stars verzióban) változtatta. Ez a világ hatalmas, 10 pálya, 3 Mini-Kastély, 2 Toad-Háza, 3 Pikk-négyzet, és a kastély van rajta.
7. világ, a csövek országa
Ez a világ sok kis szigetből áll, és csövekkel tudunk átjutni egyikből a másikba. Olyan sok csövet találunk a pályákon, hogy könnyű összezavarodni, hogy melyik is visz tovább. Ebbe a világba Ludwig Von. Koopa tört be, és a királyt Piranha Plant-tá (Yoshivá az All-Stars verzióban) változtatta át. Itt 9 pálya, 2 Mini-kastély, 2 Nipper Plant pálya (a Pikk-négyzetek helyett), 3 Toad-háza és a kastély található. Ezen világban található a híres "Leghosszabb Cső" játékhiba.
8. világ, a sötétség országa
Itt találkozunk Bowserrel. Ez a világ tele van tankokkal, csatahajókkal, és kézicsapdákkal. A kézicsapdák egy rövid pályára visznek, amit érdemes végigvinni, mert a pálya végén egy Szuper Levél a jutalmunk. Ebben a világban 2 pálya, 1 Mini-Kastély, 2 Tank, 2 Csatahajó, 3 kézicsapja, és Bowser kastélya van, ahol megmenthetjük Hercegnőt.
Ezen kívül még van egy Warp-világ, amit a Varázsfuvola aktiválásával érhetünk el. Itt későbbi világokba mehetünk el.

## Tárgy-menüben fellelhető elemek
Szupergomba: Használatakor Mario Super Mario-vá változik.
Tűzvirág: Mario tűzlabdákat tud tőle dobálni.
Szuperlevél: Mario mosómedve lesz, és tud repülni, lassan ereszkedni, illetve farokkal téglát törni (4. világban nem) és ellenségeket leküzdeni.
Békajelmez: Mario tőle jobban és pontosabban tud úszni.
Tanuki-jelmez: Mario ettől szoborrá tud változni, továbbá ugyanazon funkciói vannak, mint a szuperlevélnek.
Kalapács-jelmez: Ettől Mario kalapácsot tud hajítani.
Lakitu felhője: Ezen tárggyal egy pályát ki tudunk hagyni. Használatakor a felhő eltűnik.
P-szárny: Ezzel Mario egy pálya erejéig folyamatosan repülő módban van. Miután vége a pályának, a P-szárny eltűnik, és visszaváltozunk Mosómedvévé.
Csillag: Ezzel Mario sérthetetlen lesz kb. 7 másodpercig, és minden ellenfelet letarol, amihez hozzáér.
Vasmacska: Ez sokak szerint egy rejtélyes tárgy, pedig nagyon nem az. A világban egyszer lehet alkalmazni. Aktiválásakor a Halálhajó nem fog a térképen elmozdulni, hanem a kastélyban marad.
Kalapács: Ha szikla van az utunkban (térkép), akkor azt a kalapáccsal szét tudjuk törni.
Fuvola: Ezzel a varázsfuvolával világokat tudunk átugrani.
Zenedoboz: Eme tárggyal a Kalapács-testvéreket lehet elaltatni, így abba nem tudunk belépni.

## Irányítás
Egy pályán:
Control Pad: Mozogni (Az alsó gombbal az alsó csövekbe tudunk bemenni és guggolni tudunk, a felső gombbal az A-gombbal együtt a felső csövekbe tudunk bemenni)
A-gomb: Ugrás / Repülés
B-gomb: Futás / P-mérő (Repülés-mérő) növelése / tűzgolyó dobás)
START-gomb: Jelenleg játszott játék szüneteltetése
A térképen:
Control Pad: Mozogni
B-gomb: A tárgy-menü megnyitása
A-gomb: A kiválasztott tárgy aktiválása / Belépni a pályába

## Mario formái
Mario – Mario leggyengébb alakja, így kezdjük a játékot. Ha megérintünk egy ellenfelet, meghalunk.
Super Mario – Ha felveszünk egy Szuper Gombát, Super Marióvá változunk, így téglákat is össze tudunk törni. Ha megérintünk egy ellenfelet, akkor visszaváltozunk kis Marióvá.
Tűz Mario – Ha felveszünk egy tűzvirágot, akkor Tűz Marióvá változunk, így távolból tűzgolyóval meg tudjuk ölni az ellenfeleket. Ha megérintünk egy ellenfelet, akkor visszaváltozunk Super Marióvá.
Mosómedve Mario – Ha felveszünk egy Szuper Levelet, akkor Mosómedve Marióvá változunk. Ezzel repülni tudunk, ha elég gyorsan futunk, és ha forgunk egyet, a farkunkkal kilökhetjük az ellenfelet. Ha megsebződünk, akkor Super Marióvá változunk vissza.
Sérthetetlen Mario – Ha felveszünk egy csillagot, akkor sérthetetlenné válunk egy rövid időre, és minden ellenséget letarolunk, mely az utunkba kerül. Ha beleesünk egy szakadékba, vagy lávába, ugyanúgy meghalunk.
P-Szárny – Ha a térképen felvesszük a P-Szárnyat, akkor Mosómedve Mario leszünk, és Mario mellkasán megjelenik egy P betű. Így egy pályát végig tudunk repülni, amíg meg nem sebződünk. Azaz a P-mérő folyamatosan aktív lesz.
Béka-Mario – Ha felveszünk egy Béka-mezt, Mario magára ölti, és gyorsabban és pontosabban tud úszni, de szárazföldön nagyon nehezen mozog.
Mosómedve-mez Mario – Ha felveszünk egy Mosómedve-mezt, Mario magára ölti, és nemcsak a Mosómedve Mario előnyeit élvezhetjük, hanem szoborrá tudunk változni egy kis időre (kb. 3 másodperc), és így nem tudnak megsebezni az ellenségek.
Kalapács-Mario – Ha felveszünk egy Kalapács-mezt, Mario magára ölti, és kalapácsokat tud dobni, ellenségeket meg tud vele ölni. Ha leguggol, a hátulján levő páncél megvédi a Piranha Plant által dobott tűzvirágtól, viszont így nem tudunk lecsúszni a lejtőn.
Kuribo-Mario – Csak az 5-3 pályán lehet használni, mivel csak ott találjuk meg Kuribo cipőjét. Ha alulról kilökjük, akkor Goomba kiesik belőle, így a cipő felszabadul. Ezzel Spiny-kat és Piranha Plant-okat tudunk megölni.
A játék japán verziójában akármilyen formában vagyunk, ha megsebződünk, kis Marióvá változunk vissza. Amerikai kiadásban ez nem így van.

## Ellenségek
Battle Mode
- Fighter Fly
- Fireball
- Sidestepper

Goombák
- Goomba
- Óriás Goomba
- Micro-Goomba
- Paragoomba
- Pile Driver Micro-Goomba
- Red Goomba
- Shoe Goomba

Koopák
- Koopa Troopa
- Koopa Paratroopa
- Óriás Koopa Troopa
- Óriás Koopa Paratroopa
- Spike

Beetle-ök
- Buzzy Beetle
- Buster Beetle
- Para-Beetle

Piranha növények
- Muncher
- Nipper Plant
- Piranha Plant
- Piranhacus Giganticus
- Ptooie
- Venus Fire Trap

Lakituk
- Lakitu
- Spiny Egg
- Spiny

Tűztestvérek
- Kalapács Testvérek
- Bumeráng Testvérek
- Tűztestvérek
- Óriás Kalapács Testvérek

Ellenségek a Mini-Kastélyokban és Kastélyokban
- Boo Diddley
- Dry Bones
- Szürke Bowser szobor
- Hot Foot
- Podoboo
- Roto-Disc
- Stretch
- Thwomp

Vizi ellenségek
- Baby Blooper
- Baby Cheep
- Big Bertha
- Blooper
- Blooper Nanny
- Boss Bass
- Cheep-Cheep
- Jelectro
- Lava Lotus
- Spiny Cheep-Cheep

Sivatagi ellenségek
- Angry Sun
- Tűzkígyó
- Tweester

Chompok
- Chain Chomp
- Fire Chomp

Tüzérség
- Bill Blaster
- Bob-omb
- Bullet Bill
- Cannon
- Cannonball
- Óriás Cannonball
- Missile Bill
- Rocket Engine
- Rocky Wrench

Főellenségek
- Boom-Boom
- Bowser
- Koopaling (Bowser 7 gyermeke)

## Kétjátékos mód
A Mario 3 kétjátékos módjában az első játékos Mariót, míg a második játékos Luigit irányítja, és sokban különbözik az elődjétől. Bár egymás után játszunk, de nem egymástól függetlenül. A térképen a két játékos együtt halad. Ha valaki megcsinál egy pályát, akkor a következő játékos a következő pályát csinálja meg. A pontokat, az életet, és a tárgyakat külön gyűjtik a játékosok. Aki megcsinál egy pályát, annak a helyére a játékosa nevének kezdőbetűje látható: Mario esetében M, Luigi esetében pedig L.
Amikor az egyik játékos a térképen van, akkor a társának a betűjele előtt látja kicsiben a sajátját. Abba be lehet lépni, és Battle Mode-ot játszunk. A pályák, és a játékmenet nagyon hasonlít a Mario Bros. játékhoz. Ugyanúgy egy csatornában vagyunk, jönnek az ellenségek. A csata addig megy, amíg az egyik meg nem hal. Újdonság, hogy a Roulette Box kártyákat is ellophatjuk a társunktól, ha a fejére ugrunk, kiesik az egyik, és azt elvehetjük.
Van másfajta csata is, ekkor nem ellenségek támadnak ránk, hanem öt érme van a pályán szétszórva. Amelyik játékos hármat összegyűjt, az nyer.

## Fejlesztés
A játék fejlesztésének legnehezebb mozzanata a karakterek frissítése volt, ugyanis nagyon fel akarták turbózni, de a végleges verziónak szánt karaktereket már nem bírta el a NES, így folyamatosan "butítani" kellett, amíg el nem bírja a konzol. Ez Miyamoto feladata volt, és abban az időszakban reggeltől estig csak ezt csinálta, nagyon izzasztó feladat volt számára. És ahogy elnézzük a játékot, éppen, hogy elbírja a NES konzol, ha sok ellenség van a képernyőn beszaggat a játék, itt-ott "villog" egy-egy ellenség.

## Remake-ek és portok
A játékot felújítva többször is kiadták, például a Super Mario All-Stars játékban, vagy Game Boy Advance-en a Super Mario Advance széria negyedik részeként. A játék eredeti változatát Virtual Console-on játszhatjuk újra.

## Korábbi játékokból átvett elemek
Mario Bros.: A Super Mario Bros. 3 Battle Mode-jának játékmenete nagyon hasonlít a Mario Bros.-hoz.
Super Mario Bros.: Amikor Hercegnőt megmentjük, akkor ugyanazzal a szöveggel kezd, mint amikor Toadot mentjük meg a SMB-ben.
Super Mario Bros. 2: Princess alakja ugyanolyan, mint a SMB2-ben.

## Utalások a későbbi játékokban
Super Mario RPG: Legend of the Seven Stars: A Grate Guy kaszinójában hallható zene a Mario 3 mini-játékának a remixelt zenéje.
Paper Mario: Amikor Mario megmenti a Star Spiritet, akkor csilingelésben ugyanaz hangzik el, mint amikor a SMB3-ban Mario visszaszerzi a varázspálcát az egyik Koopa kölyöktől.
Mario Party Advance: Amikor Mario teljesít egy küldetést, akkor szintén a varázspálca visszaszerzésének zenéje szól.
Tetris DS: A Marathon mód 4-6 szintjei a Super Mairo Bros. 3 zenéi gyorsítva, valamint a felső képernyőn egy-egy Mario pályát láthatunk, az érintőképernyőn pedig egy Mario sprite-ot a játékból.
Dancing Stage: Mario Mix: Super Mario Bros. 3 zenéjére is lehet DDR-ezni.
Super Mario 64: A Tiny-Huge Island a Mario 3 negyedik világának az újragondolt változata
Super Mario 64 DS: A Rec Room zenéje a Super Mario 3 első világának a zenéje felújítva.
WarioWare. Twisted: Két Super Mario Bros. 3 microjáték is van.
Super Smash Bros. Melee: Az Overworld zene olykor hallható a Mushroom Kingdom, és a Princess Peach Castle pályákon.
New Super Mario Bros.: Itt tért vissza a közkedvelt Toad-háza
Super Paper Mario: Amikor Big Blooper megjelenik, akkor a Super Mario Bros. 3 víz alatti zenéje hallható.
Super Smash Bros. Brawl: A Melee-ben hallható Mario 3 zenét itt is felhasználták.
Mario Kart Wii: Az egyik pálya hirdetésén SMB3 olvasható.
Super Mario Galaxy: A Halálhajó itt is megtalálható, valamint az Athletic zene remixelve hallgató.
New Super Mario Bros. Wii: Végre visszatértek Bowser gyerekei! A pingvin ruha a Béka-mez alapján készült. A Halálhajó zenéje a Mario 3-ból való, és a pálya alapterve szintén abból a játékból származnak. Az ellenségek a térképen is a Mario 3 alapján készült, a zene is onnan való. Para-Beetle-öket is csak itt láthatjuk.
Super Mario 3D Land: A Mosómedve-mez, az ugródoboz és a Szuper Levél is megjelenik ebben a játékban. Itt is van Halálhajó, és Boom Boom is visszatér nagyon hosszú idő után.

## Érdekességek
- Miyamoto eredetileg nem akarta, hogy a Mosómedve-mez szoborrá változtassa hősünket a japánon kívüli verziókban, mert szerinte, aki nem japán, az úgysem értené a jelentőségét. Az a mosómedve egy Tanuki, magyarul nyestkutyának szokás említeni, de mivel hasonlítanak a mosómedvékre, ezért ez az elnevezés is elfogadható. A japán kultúrában buddhista vándoroknak a Tanuki szobor szerencsét hozott nekik, emellett ezek az állatok alakváltók. Rengeteg japán népmese, folklór szól róluk. Emellett nagyon sok ramen étteremben van Tanuki-szobor szalmakalappal a fején.
- Takashi Tezuka bevallotta, hogy bár rengeteg segítséget kaptak a játék készítéséhez, de ez volt életének legrosszabb munkája. Sok átvirrasztott éjszaka, reggeltől estig megállás nélkül fejleszteni, nagyon nehezen készült el a játék.
- Sok ellenség itt tűnt fel először, melyek a későbbi Mario játékokban is jelentős szerepet játszanak: pl. Chain Chomp, Boo, Dry Bones, Thwomp
- Angolul kétszer jelent meg a játék. A második kiadásban a világok neveit újraírták, és néhány japán nevet is angolosítottak, például Kuribo's Shoe Goomba's Shoe lett.
- Ha Béka-, Mosómedve- vagy Kalapács-Marióként ölünk meg egy Koopalinget, akkor más üzenetet kapunk a királytól.
- A játék eredetileg MS-DOS-ra is megjelent volna, melynek technikai demóját John Carmack készítette. Azonban kiadását a Nintendo elutasította azzal az indokkal, hogy a Super Mario egy kizárólag konzolra kitalált játék.